# Copa de Honor Cusenier
La Copa de Honor Cusenier est un ancien tournoi binational de football, disputé par des équipes du championnat d'Uruguay et du championnat d'Argentine de Buenos Aires et Rosario, de 1905 à 1920. Le nom est d'après le donateur de la coupe, la representation en Uruguai de la marque française de spiritueux Cusenier.
Sur le modèle de la Cup Tie Competition, créée en 1900, le tournoi est organisé dans les trois villes concernées, mais la finale est toujours jouée à Montevideo. Il doit son nom à l'entreprise Cousenier, qui organise la compétition et en fournit le trophée. 
Le représentant argentin est le vainqueur de la Copa de Honor Municipalidad de Buenos Aires (es).

## Palmarès
| Année | Vainqueur            | Score             | Finaliste         |
| ----- | -------------------- | ----------------- | ----------------- |
| 1905  | Nacional             | 3:2               | Alumni            |
| 1906  | Alumni               | 2:2 3:1           | Nacional          |
| 1907  | Belgrano Athletic    | 2:1 (a.p.)        | CURCC             |
| 1908  | Montevideo Wanderers | 2:0               | Quilmes           |
| 1909  | CURCC                | 4:2               | San Isidro        |
| 1910  | N'est pas disputé    | N'est pas disputé | N'est pas disputé |
| 1911  | CURCC                | 2:0               | Newell's Old Boys |
| 1912  | River Plate FC       | 2:1               | Racing            |
| 1913  | Racing               | 1:1 (a.p.) 3:2    | Nacional          |
| 1914  | N'est pas disputé    | N'est pas disputé | N'est pas disputé |
| 1915  | Nacional             | 2:0               | Racing            |
| 1916  | Nacional             | 6:1               | Rosario Central   |
| 1917  | Nacional             | 3:1               | Racing            |
| 1918  | Peñarol              | 4:0               | Independiente     |
| 1920  | Boca Juniors         | 2:0               | Universal         |